# AllatRa

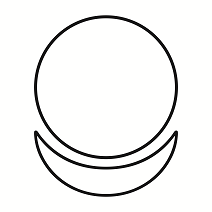
Logo AllatRa

AllatRa je nové náboženské hnutí, které je považováno za okultní sektu, sídlící na Ukrajině a působící také v Rusku, v řadě evropských (především slovanských) zemích a USA. Staví se jako veřejná unie mimo politiku a mimo náboženství. Postupem času se v průběhu roku 2022 transformovalo v tzv. Tvořivou společnost.
Je známé propagací pseudovědy a konspiračních teorií o mimozemšťanech a tajných mocenských elitách, které obětují děti. Objevily se i pozorované prvky antisemitismu.

## Historie
Rozpad SSSR, ve kterém ateismus byl součástí ideologie, podpořil vznik různých nových náboženských hnutí.
Igor Michajlovič Danilov se prezentuje jako „guru“ hnutí AllatRa, „akademik“ a „profesor“. Narodil se pravděpodobně ve městě Makijivka v Doněcké oblasti, kde od počátku 90. let na ulici „léčil“ nemoci páteře. V roce 2002 se přestěhoval do Kyjeva a otevřel kliniku na území Kyjevskopečerské lávry (Ukrajinská pravoslavná církev moskevského patriarchátu).
Hnutí AllatRa založil Danilov společně s obyvatelkou Doněcka Galinou Aleksandrovnou Jabločkinou v Kyjevě. Formálně bylo hnutí AllatRa zaregistrováno v roce 2014, ale počátek jeho skutečné činnosti se datuje k začátku roku 2010, je spojen s „hnutím geliarů“ („bojovníci světla”) a založením veřejného sdružení Lagoda a AllatRa LLC (založené G. A. Jabločkinou) v roce 2011. Obě organizace vedl Andrej Vladimirovič Michalčuk. V době působení hnutí Lagoda se jeho aktivisté podíleli na sociálních projektech, například festivalu DobroTy. Obě organizace se staly spoluzakladateli hnutí AllatRa.
Ideologickou platformou hnutí byla série knih vydaných pod pseudonymem Anastasia Novych. Svatou knihou je AllatRa, vydaná v roce 2013. Hnutí zároveň získalo finanční zdroje (s vysokou mírou pravděpodobnosti externí), což je spojeno s prudkým nárůstem reklamních aktivit na propagaci knih Anastasie Novych.[zdroj?]
Portál Náboženský infoservis časopisu Dingir přinesl i reflexi členů hnutí, jako například článek Olgy Grynyukové, a po čase informoval o zájmu samotného hnutí na svém mediálním obraze a zviditelnění. Tentýž server informoval v srpnu 2023 i o pronásledování hnutí v samotném Rusku.
Ukrajinská média uvedla, že Služba bezpečnosti Ukrajiny (SBU) provedla na přelomu října a listopadu 2023 napříč celou zemí četné razie domů a center vlastněných členy tohoto společenství. SBU zablokovala aktivity 20 poboček hnutí AllatRa a obvinila ji z podvracení státu, šíření proruských narativů a z napomáhání Ruské federaci v její agresivní válečné politice. Vedoucí sekty a její členové jsou obviněni z velezrady, kriminálních aktivit a propagace komunistického totalitního režimu. Sekta organizovala unii slovanských národů pod vedením Ruska.
AllatRa je současně podezírána státními úřady obou stran válečného konfliktu (Ukrajina i Rusko) z podpory protivníka. V Rusku bylo hnutí již zakázáno Generální prokuraturou.

## Reflexe
Zejména v České republice je hnutí podrobně pozorováno odbornou religionistickou veřejností. Sérii článků přinesl portál Náboženský infoservis. Rovněž na Husitské teologické fakultě se konal seminář s Evou Hronovou, jednou z bývalých členek hnutí.

Na Slovensku se objevila soudní kauza prokuratury v Žilině v čele s prokurátorkou Luciou Pavlaninovou, která se na začátku října 2024 vzdala funkce. Přitom nejprve vystupovala proti "organizovanému zločinu a sociálně-patologickým jevům ve společnosti". Sama přitom je či v minulosti byla napojena na struktury AllatRa/Tvořivé společnosti na Slovensku. Komentář k dění na Slovensku z listopadu 2024 pak upozorňuje na to, že se zde z kauzy společenství AllatRa/Tvorivej spoločnosti stalo i politické téma z důvodu výskytu proruských narativů a jejich zaznění na slovenské politické scéně.
Spolek Sisyfos spolku AllatRa udělil zlatý bludný balvan za rok 2024 za „míchání ezoteriky s geopolitikou a marketingem“.